# Rävsjö säteri

Rävsjö säteri är en herrgård i Vadstena kommun (Fivelstads socken) i Östergötlands län.

## Historia
Rävsjö säteri är beläget i Fivelstads socken, Aska härad. Herrgården såldes 1654 av kaptenslöjtnanten Nils Persson Natt och Dag till fältmarskalken Axel Lillie. Den tillhörde 1687 Lillies son Axel Axelsson Lillie, samt 1713 av denne sonhustru Agneta Lillie (född Wrede). År 1714 ägdes gården av Kristina Beata Lillie, 1738 av riksrådet Carl Gustaf Tessin, 1744 av riksrådet Fabian Wrede och 1749 av majoren Elias Pihlgren. Pihlgrens arvingar såldes säteriet till kornetten Gustaf Anders Blomensköld som var ägare 1760. Gården ägdes 1829 och 1852 av handlanden S. J. Wallberg och därefter på 1850-talet av sadelmakaren Ahlstrand i Vadstena, samt 1871 av inspektor P. J. L. Lundberg.
Huvudgården är omgiven av en större trädgård.